# Giuseppe De Notaris
Giuseppe De Notaris, född 18 april 1805 i Milano, död 22 januari 1877 i Rom, var en italiensk botaniker. 
Notaris var professor vid universitetet och direktör för botaniska trädgården först i Genua, sedan i Rom. Han var en framstående kryptogamkännare och författade många arbeten inom kryptogamernas skilda klasser, de omfångsrikaste över Italiens mossor. Auktorsnamnet De Not. kan användas för Giuseppe De Notaris i samband med ett vetenskapligt namn inom botaniken; se Wikipediaartiklar som länkar till auktorsnamnet.